# Methone (måne)
Methone er en af planeten Saturns måner: Den blev opdaget 2004 ved hjælp af rumsonden Cassini, og lige efter opdagelsen fik den den midlertidige betegnelse S/2004 S 1.  I 2006 ratificerede den Internationale Astronomiske Union navnet Methone, efter en af giganten Alkyoneus' syv smukke døtre fra den græske mytologi. Derudover har månen fået designationen Saturn XXXII.
Methones omløbsbane ligger, lige som månen Pallene, mellem Mimas og Enceladus. Endvidere ser det ud til at Mimas perturberer ("forstyrrer") Methones bane.